# Zespół Swyera-Jamesa

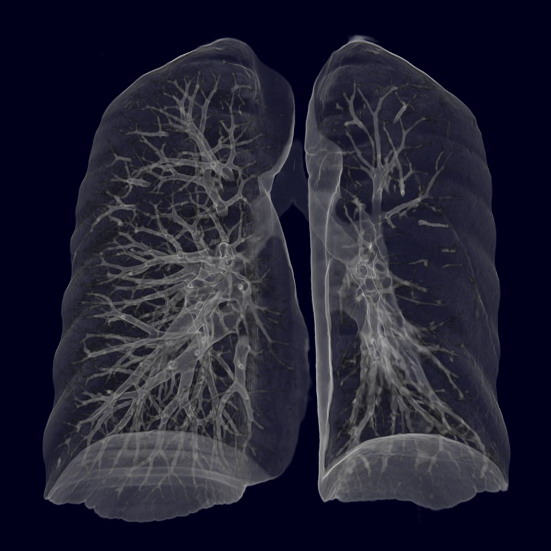
Obraz płuc w wirtualnej bronchografii u pacjenta z zespołem Swyera-Jamesa

Zespół Swyera-Jamesa (ang. Swyer-James syndrome, Swyer-James-Macleod's syndrome) – rzadka choroba płuc będąca powikłaniem obliteracyjnego zapalenia oskrzelików. Zajęte płuco lub jego część nieprawidłowo się rozwija, radiologicznie stwierdza się jednostronne zwiększenie przejrzystości płuca, wywołane zmniejszonym przepływem naczyniowym.
Chorobę opisali w 1953 roku George C. W. James i Paul Robert Swyer, a rok później, niezależnie od nich, angielski pulmonolog William Mathieson Macleod. W 1956 roku francuski lekarz Bret opisał podobne zmiany jako zespół Janusa (Le syndrome de Janus).